# Dreieckiger Mund
Unter einem dreieckigem Mund versteht man eine Mundform, die von vorne betrachtet wie ein Dreieck aussieht und in Richtung Kinn schmal zuläuft.
Eine solche Gesichtsform findet sich bei folgenden Syndromen:
- Akrokallosales Syndrom
- Angelman-Syndrom
- Char-Syndrom
- Jaberi-Elahi-Syndrom[2]
- Khan-Khan-Katsanis-Syndrom[3]
- Kongenitales myasthenes Syndrom CMS16[4]
- Kury-Isidor-Syndrom[5]
- Multiple epiphysäre Dysplasie-Makrozephalie-Gesichtsdysmorphie-Syndrom (Dysplasie, epiphysäre multiple, Typ Al-Gazali)[6]
- Multiple kongenitale Anomalien-Hypotonie-Krampfanfälle-Syndrom Typ 2[7][8]
- Autosomal-rezessives_Multiples_Pterygium-Syndrom
- Noonan-ähnliches Syndrom mit losem Anagenhaar[9]
- Prader-Willi-Syndrom[10]
- Raine-Syndrom
- Robinow-Syndrom
- Variables Aneuploidie-Mosaik-Syndrom Typ 1[11][12]
- White-Sutton-Syndrom